# Distretto di San Juan de Yanac
Il distretto di San Juan de Yanac è uno degli undici distretti della provincia di Chincha, in Perù. Si trova nella regione di Ica e si estende su una superficie di 500,40 chilometri quadrati.